# Ammon (író)
Ammon (3. század) ókeresztény író.
Antoniosz utódaként Pispirben dolgozott. Hét, görög nyelven írott levele maradt fenn, további tizenöt levelének szír fordítása ismert. Evagriosz Pontikosz előfutárának tekinthető, mert írásaiban a lélek mennyei útjának misztikus bemutatására törekedett. Alexandriai Theophilosz nagyra becsülte őt.